# Wikipédia en fon
Wikipédia en fon (en fon : Wikipedya ɖò Fɔngbemɛ) est l’édition de Wikipédia en fon langue gbe parlée majoritairement dans le Sud du Bénin. L'édition est lancée le 3 octobre 2023,,,,. Son code est : fon.
Au 22 mars 2025, l'édition en fon contient 2 528 articles et compte 1 485 contributeurs, dont 19 contributeurs actifs et 2 administrateurs.

## Présentation

Localisation des langues nigéro-congolaises.
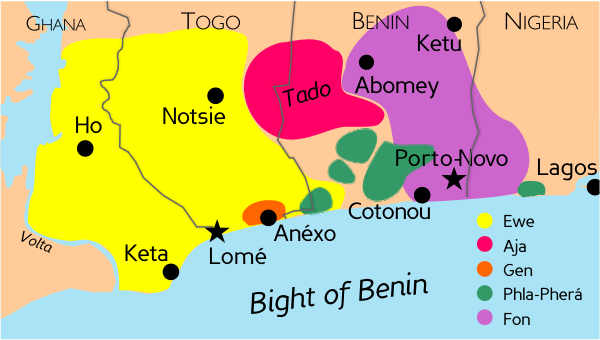
Localisation des langues gbe et notamment du fon.

## Statistiques
- Le 6 février 2024, l'édition en fon compte 581 contributeurs, dont 22 contributeurs actifs et contient 668 articles, ce qui en fait la 311e édition linguistique de Wikipédia par le nombre d'articles.
- Le 7 octobre 2024, elle contient 2 058 articles et compte 1 081 contributeurs, dont 7 contributeurs actifs et 2 administrateurs.